# Clacy-et-Thierret
 Clacy-et-Thierret  là một xã ở tỉnh Aisne, vùng Hauts-de-France thuộc miền bắc nước Pháp.